# Temple maçonnique de Dole
Le temple maçonnique de Dole est un lieu de rassemblement de francs-maçons, érigé dans le troisième quart du XIXe siècle, à Dole, dans le département du Jura et la région Franche-Comté, sous la direction de l'architecte Philippe Ruffier. L'édifice est inscrit au titre des monuments historiques par arrêté du 8 décembre 2009.

## Historique

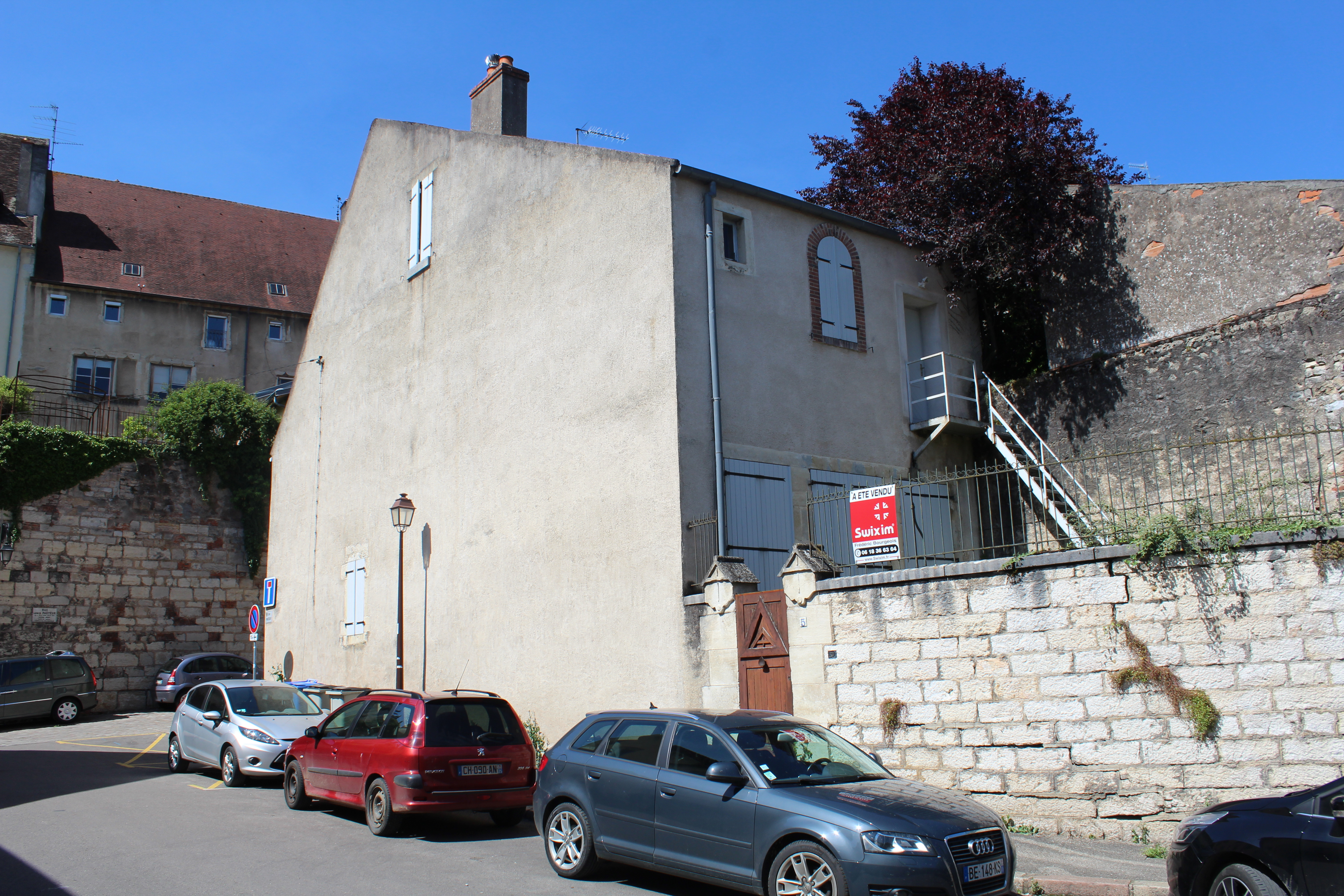
Façade et jardin donnant sur le quai Pasteur.

La loge maçonnique doloise est créée vers 1760, sous le nom de « Silence inviolable », puis est renommée « Val d'Amour » en 1785. Installée dans des locaux loués, dans la première moitié du XIXe siècle, elle est transférée, en 1861, dans un petit bâtiment avec jardin, acquis par les francs-maçons, qui les font transformer par l'architecte Philippe Ruffier, et décorer par le peintre Jules Mugnier.
Ce temple est inscrit au titre des monuments historiques par arrêté du 8 décembre 2009.
L'édifice est, jusqu'en 2015, le lieu de réunion des francs-maçons locaux, membres du Cercle philosophique culturel Val d'Amour.
En 2016, la SOGOFIM, société de gestion du patrimoine immobilier du Grand Orient de France et propriétaire du bâtiment, prend la décision de mettre en vente ce bien, principalement parce que d'importants travaux de remise aux normes étaient nécessaires, mais étaient compliqués par le fait que l'édifice soit classé. L'obédience a acquis un autre bâtiment dans la ville pour permettre les activités de ses loges maçonniques,.

## Architecture
La salle des banquets arbore un décor panoramique représentant des paysages dolois, vus au travers d'arcades à balustrades.
Celui du temple est plus abstrait, présente des panneaux peints, séparés par des pilastres.

## Localisation
L'édifice se situe à Dole, au 1 rue de la Bière et au 5 quai Pasteur, dans la continuité de la rue Pasteur.